# Brat and It's Completely Different but Also Still Brat
Brat and It's Completely Different but Also Still Brat è il primo album di remix della cantautrice britannica Charli XCX, pubblicato l'11 ottobre 2024 dall'etichetta discografica Atlantic Records.

## Antefatti e pubblicazione
Prima della sua pubblicazione dell'album di remix, confermata il 12 settembre 2024, tra i mesi di marzo e settembre 2024 erano stati resi disponibili per l'ascolto in via promozionale i remix dei singoli Von Dutch e 360 e delle tracce Girl, So Confusing e Talk Talk, mentre il remix di Guess con Billie Eilish è stato pubblicato come singolo ufficiale il 1º agosto 2024. Nei giorni precedenti all'uscita, era stato rivelato il coinvolgimento degli artisti presenti nel progetto attraverso l'affissione di cartelloni pubblicitari nei luoghi natii degli stessi, mentre la lista tracce completa è stata rivelata da Charli XCX il 7 ottobre durante la data di Orlando del suo tour congiunto con Troye Sivan Sweat.
Contenendo al suo interno sedici remix dei brani facenti parte dell'album in studio Brat (2024), Brat and It's Completely Different but Also Still Brat è stato commercializzato come un doppio album distribuito in formato triplo LP, doppio CD e doppia cassetta, oltre che download digitale e streaming. Il 14 ottobre viene aggiunto sulle piattaforme di musica digitale e streaming il remix della traccia Spring Breakers, in collaborazione con Kesha.

## Accoglienza
| Recensione          | Giudizio |
| ------------------- | -------- |
| Clash               | 9/10     |
| The Daily Telegraph | [ 16 ]   |
| The Guardian        | [ 17 ]   |
| NME                 | [ 18 ]   |
| Pitchfork           | 8.0/10   |
| Rolling Stone       | [ 20 ]   |
| Slant Magazine      | [ 21 ]   |
| The Times           | [ 22 ]   |

Brat and It's Completely Different but Also Still Brat è stato accolto positivamente dalla critica specializzata. Sull'aggregatore di recensioni Metacritic, che assegna una valutazione in centesimi calcolando la media di recensioni professionali, l'album ha totalizzato un punteggio di 89 centesimi basato su undici giudizi professionali. NME ha dato all'album il punteggio massimo, lodando l'evoluzione tematica rispetto al predecessore: «questo album di remix va compreso nel suo contesto: esce quattro mesi dopo Brat, in un momento in cui Charli sta accettando cosa significhi essere una frequentatrice assidua dei club sotto i riflettori».
Il Guardian ha conferito al progetto il punteggio massimo di cinque stelle su cinque, sottolinenando come l'album di remix cementi il ruolo di Charli XCX di proposta musicale più avvincente dell'anno. La testata, inoltre, ha lodato l'intento ristrutturante del progetto: «mentre cavalca l'onda di notorietà e ammirazione, Charli ha trovato il tempo per sfruttarla pubblicando un album di remix, intitolato con lo stesso spirito ironicamente poco raffinato che caratterizzava i testi di Brat. Brat and It's Completely Different but Also Still Brat non è semplicemente una versione leggermente rivisitata dell’album originale; come suggerisce il titolo, molti brani sono stati completamente trasformati. È ancora più emozionante di Brat 1.0 – non perché sia un miglioramento oggettivo (anche se spesso è più sottile e sofisticato e, a tratti, più brutalmente gratificante) – ma perché dimostra senza ombra di dubbio che Charli e i suoi collaboratori, tra cui spicca il produttore A.G. Cook, sono in una fase creativa imperiale: hanno idee a non finire, e tutte valide.» Anche secondo Clash, con questo album «Charli ha dato un assaggio del suo approccio nel remixare le sue canzoni: invece di limitarsi ad aggiungere un nuovo secondo verso, ha trattato il materiale originale più come un campione da manipolare che come un progetto da seguire fedelmente». A tal proposito, entrambe le testate hanno dome esempi le tracce B2B e Everything Is Romantic, che nelle loro versioni remix hanno cambiato rispettivamente l'impostazione vocale e quella lirica.
The Times ha elogiato «l'onesta del disco come la qualità che rende Charli XCX così irresistibile», mentre per Rolling Stone «l'estetica punk-disco cibernetica di Charli, brutalmente carica di energia, prende davvero vita con l'aggiunta di queste altre voci». Invece, Slant Magazine ha giustificato la scelta apparentemente discordante di mantenere lo stesso ordine della tracce rispetto all'edizione originale ritenendo che «ovviamente, una lista tracce ormai non è che un suggerimento nel mondo di playlist a oltranza in cui viviamo oggi. La sequenza delle canzoni è tanto fluida quanto i remix moderni stessi, interpretazioni interattive che rappresentano la personalizzazione dei contenuti nel XXI secolo. Abbracciando appieno queste modalità di consumo musicale, Charli ci offre una riflessione autocritica sul suo successo con un'opera complementare altrettanto rilevante e rappresentativa dello spirito del tempo quanto l'album originale».
The Daily Telegraph, nel conferire quattro stelle su cinque al disco, ha concordato nel ritenerlo «un divertente e folle trionfo musicale quando lo si considera insieme alla prima iterazione di Brat», sottolinenando tuttavia che, se «esplorato come entità indipendente, può sembrare un po' una cinica trovata di marketing ideata da alti dirigenti in giacca e cravatta».

## Tracce
CD1
1. 360 (feat. Robyn e Yung Lean) – 2:09
2. Club Classics (feat. BB Trickz) – 2:54 (testo: Aitchison, George Daniel, Belize Kazi, Tim Nelson)
3. Sympathy Is a Knife (feat. Ariana Grande) – 2:34
4. I Might Say Something Stupid (feat. The 1975 e Jon Hopkins) – 4:10 (testo: Aitchison, Daniel, Hopkins, Matty Healy, Mike Levy)
5. Talk Talk (feat. Troye Sivan) – 2:53 (testo: Aitchison)
6. Von Dutch (feat. Addison Rae) (A. G. Cook remix) – 2:37 (testo: Aitchison, Addison Rae Easterling, Keane)
7. Everything Is Romantic (feat. Caroline Polachek) – 3:23 (testo: Aitchison, Polachek, Cook, Jae Deal, Jasper Harris, Marlon Travis Barrow, Pablo Díaz-Reixa)
8. Rewind (feat. Bladee) – 2:42 (testo: Aitchison, Cook, Walter, Benjamin Reichwald)
9. So I (feat. A. G. Cook) – 4:39 (testo: Aitchison, Cook, Keane, Shave)
10. Girl, So Confusing (feat. Lorde) – 3:25 (testo: Aitchison, Ella Yelich-O'Connor, Cook)
11. Apple (feat. The Japanese House) – 2:37 (testo: Aitchison, Amber Bain, Daniel, Linus Wiklund, Noonie Bao)
12. B2B (feat. Tinashe) – 2:33 (testo: Aitchison, Cook, Keane, Levy, Fedi, Tinashe Kachingwe)
13. Mean Girls (feat. Julian Casablancas) – 3:46 (testo: Aitchison, Cook, Herbie Hancock, Casablancas, Ross Birchard)
14. I Think About It All the Time (feat. Bon Iver) – 3:20 (testo: Aitchison, Cook, Bonnie Raitt, Keane, Justin Vernon, Shave, Lynn Buckhill)
15. 365 (feat. Shygirl) – 2:01 (testo: Aitchison, Cook, Slatkin, Chris Peat, Keane, Walter, Mark Archer, Blane Muise)
16. Guess (feat. Billie Eilish) – 2:23 (testo: Aitchison, Billie Eilish O'Connell, Harrison Patrick Smith, Dylan Brady, Finneas O'Connell)

Tracce bonus nella riedizione digitale e in vinile
1. Spring Breakers (feat. Kesha) – 2:22

CD2 - Brat and It's the Same but There's Three More Songs So It's Not
Note
- Il remix di Talk Talk contiene vocali non accreditati della cantante britannica Dua Lipa.

## Classifiche
| Classifica (2024-25) | Posizione massima |
| -------------------- | ----------------- |
| Finlandia            | 28                |
| Lituania             | 19                |
| Norvegia             | 5                 |
| Nuova Zelanda        | 1                 |
| Regno Unito          | 40                |
| Svezia               | 19                |